# Topo Paraparo
El Topo Paraparo es una formación de montaña ubicada en el extremo norte del estado Guárico, Venezuela. A una altitud promedio entre 1.063 m s. n. m. y 1145 m s. n. m., el Topo Paraparo es una de las montañas más altas en Guárico.

## Ubicación
El Topo Paraparo está ubicado en el corazón de una fila montañosa al suroeste de San Juan de los Morros. Por el norte pasa la «via el Castrero Callecita» al pasar alrededor del Cerro La Gavilana y el poblado de Castrero. Por el oeste pasa la carretera Picachito a nivel de los establecimientos «Cachapón de Maria» y el «Café de los Tres», especializados en el plato típico llanero, las Cachapas. Más al oeste por la carretera están el Topo Cujicito, la Fila La Glorieta y el majestuoso Topo La Cruz. Por el norte sube una carretera que lleva al Topo Paraparo, al caserío «El Salto» y al Cerro Mango Llano (1186 m s. n. m.).

## Geología
El Topo Paraparo está en el corazón de una extensa formación geológica conformada por icnofósiles que evidencian que sus estratos contienen rocas del Paleoceno. Predominan depósitos flysch, constituida por cuarzo plutónico y metamórfico, fragmentos de cuarcita, ftanita, lutita y metamórficas y feldespatos.